# Sam Nujoma der Jüngere
Sam Shafiishuna Nujoma (der Jüngere) (* Oktober 1991 in Windhoek) ist ein namibischer Politiker der SWAPO.

## Politische Karriere
2010 schloss sich Nujoma der SWAPO Youth League (SPYL) an, wo er binnen weniger Jahre in das Zentralkomitee aufstieg und als Sekretär für die Khomas-Region der Jugendorganisation tätig war.
Nujoma ist seit dem 28. März 2025 Regionalgouverneur der Hauptstadtregion Khomas. Zuvor war Nujoma ab 2020 Mitglied im Stadtrat der Hauptstadt Windhoek.

## Privates
Nujoma ist Enkel des namibischen Gründungspräsidenten Sam Nujoma, von dem er seinen Namen hat. Sein Vater ist der ehemaliger Minister Utoni Nujoma.